# بخش ستاروماینسکی
بخش ستاروماینسکی (به لاتین: Staromaynsky District) یک منطقهٔ مسکونی در روسیه است که در استان اولیانوفسک واقع شده‌است.